# ایرج راد
اکبر حسنی راد با نام هنری ایرج راد (زاده ۷ اردیبهشت ۱۳۲۴ در بروجرد) بازیگر اهل ایران است.
وی دارای کارشناسی نمایش از دانشکده هنرهای زیبا، دانشگاه تهران، کارشناسی ارشد کارگردانی تئاتر از دانشگاه کاردیف ولز و عنوان درجه یک هنری از شورای ارزشیابی هنرمندان کشور است. شروع فعالیت ایرج راد از سال‌های اول دبیرستان با اجراهایی برای کودکان در سال ۱۳۳۷ و گذراندن یک دوره فن بیان و تئاتر در کلاس مهین دیهیم در سال ۱۳۳۸ بوده‌است. آشنایی با شاهین سرکیسیان طی جلساتی و در ادامه فعالیت تئاتری در کتاب هفته. اولین اجرا نیمه حرفه ایی سال ۱۳۴۲ به نام قرعه برای مرگ اثر واهه کاچا در تالار فرهنگ به کارگردانی کمال‌الدین شفیعی.
او در فروردین ۱۳۸۷ به عنوان مدیر عامل خانه تئاتر انتخاب شده‌است.

## سایر

### رادیو
نویسنده و مجری ۱۱۲ برنامه نیم ساعته هفتگی به نام (تئاتر روز) شامل اخبار، رویدادهای تئاتر ایران و جهان و نقد و مصاحبه از آذر ماه ۱۳۵۱
تا پایان سال ۱۳۵۳ پخش از برنامه دوم رادیو پنج شنبه‌ها.

### تدریس
مدت دو سال دانشکدهٔ هنرهای زیبا، دانشگاه تهران یکسال دانشکده سینما تئاتر، دانشگاه نبی اکرم تبریز، یک سال مکتب خانهٔ هنر و چند سال کلاس‌های آزاد.

### داور
- تعداد زیادی از جشنواره‌های تئاتر فجر - منطقه ایی، استانی جشنواره رضوی - دفاع مقدس - آشورایی و ارتش و جشنواره‌های دیگر.
- عضو هیئت مؤسس خانه سینما و سه دوره عضو هیئت مدیره و دبیران انجمن بازیگران سینما.
- عضو هیئت مؤسس و هیئت مدیره و مشاورشورای عالی خانه هنرمندان ایران از بدو تأسیس تا کنون.
- عضو هیئت مؤسس عضو هیئت مدیره و رئیس هیئت مدیره و نایب رئیس هیئت مدیره و مدیر عامل خانه تئاتر از بدو تأسیس تا کنون.

### بزرگداشت
- مرکز هنرهای نمایشی در سال ۱۳۸۳
- گروه تخصصی نمایش و ادبیات نمایشی جمهوری اسلامی ایران و سازمان فرهنگی هنری شهرداری سال ۱۳۸۷

## آثار

### تئاتر
نمایش عیش و نیستی در بخش میهمان بیست و هشتمین جشنواره بین‌المللی تئاتر فجر در سال ۱۳۸۸ از آخرین کارهای ایرج راد در سال‌های اخیر است.

### سینمایی
1. جای او دیگر خالی نیست (۱۳۸۴)
2. شمعی در باد (۱۳۸۲)
3. هفت ترانه (۱۳۸۰)
4. شور عشق (۱۳۷۹)
5. سهراب تا سهراب (قطب مخوف) (۱۳۷۲)
6. نصف جهان (۱۳۷۱)
7. چون ابر در بهاران (۱۳۶۹)
8. طوبی (۱۳۶۷)
9. جعفرخان از فرنگ برگشته (۱۳۶۶)
10. ویزا (۱۳۶۶)
11. اجاره‌نشین‌ها (۱۳۶۵)
12. گردباد (۱۳۶۴)
13. دایره مینا (۱۳۵۳)
14. پستچی (۱۳۵۱)

### تلویزیون
| سال       | نام                      | سمت           | کارگردان                           | توضیحات                                                                                         |
| --------- | ------------------------ | ------------- | ---------------------------------- | ----------------------------------------------------------------------------------------------- |
| ۱۳۹۸      | سرگذشت (محکومین ۲)       | بازیگر        | سیدجمال سیدحاتمی                   | شبکه یک                                                                                         |
| ۱۳۹۶      | ایراندخت                 | بازیگر        | محمدرضا ورزی                       | شبکه یک                                                                                         |
| ۱۳۹۱      | دختران حوا               | بازیگر        | حسین سهیلی‌زاده                     | شبکه تهران                                                                                      |
| ۱۳۸۸      | سال‌های مشروطه            | بازیگر        | محمدرضا ورزی                       | شبکه ۱                                                                                          |
| ۱۳۸۷      | فاکتور هشت               | بازیگر        | رضا کریمی                          | در بهار ۱۳۸۸ از شبکه ۱ پخش شد.                                                                  |
| ۱۳۸۴      | مدار صفر درجه            | بازیگر        | حسن فتحی                           | شبکه ۱                                                                                          |
| ۱۳۸۳      | گارد ساحلی               | بازیگر        | محسن شاه‌محمدی                      | شبکه ۳                                                                                          |
| ۱۳۸۳      | مزرعه کوچک               | بازیگر        | سیروس مقدم                         |                                                                                                 |
| ۱۳۸۱      | افسون                    | بازیگر        | سید جواد هاشمی                     | شبکه تهران                                                                                      |
| ۱۳۸۱      | شبکه                     | بازیگر        | محمود عزیزی                        | شبکه ۲                                                                                          |
| ۱۳۸۰      | بازی زندگی               | بازیگر        | مصطفی صفاری                        |                                                                                                 |
| ۱۳۷۹      | تله تئاتر «در پوست شیر»  | بازیگر        | شهره لرستانی                       |                                                                                                 |
| ۱۳۷۹      | راهی به سوی خانه         | بازیگر        | حمیدرضا معدنچی                     | شبکه ۱                                                                                          |
| ۱۳۷۸      | تله‌تئاتر «کشتی نوح»      | بازیگر        | نورالدین استوار                    |                                                                                                 |
| ۱۳۷۸      | تلفن مشترک               | بازیگر        | خسرو ملکان                         | در تعطیلات نوروز پخش می‌شد.                                                                      |
| ۱۳۷۷      | گم‌شده                    | بازیگر        | مسعود نوابی                        | شبکه ۱                                                                                          |
| ۱۳۷۷      | در قلب من                | بازیگر        | حمید لبخنده                        |                                                                                                 |
| ۱۳۷۶      | تله‌تئاتر «نشان»          | بازیگر        | ؟                                  | نوشته آنتون چخوف                                                                                |
| ۱۳۷۶      | دستی بر آتش              | بازیگر        | معصومه تقی‌پور                      | شبکه ۱                                                                                          |
| ۱۳۷۴      | در پناه تو               | بازیگر        | حمید لبخنده                        | شبکه ۲                                                                                          |
| ۱۳۷۴      | مسابقه «رنگین‌کمان»       | کارگردان      | ایرج راد                           | شبکه تهران                                                                                      |
| ۱۳۷۳      | مدرسه ما                 | کارگردان هنری | ایرج راد حسین محب‌اهری روزبه معصومی | کارگردان تلویزیونی: «حسین فردرو» / شبکه ۱                                                       |
| ۱۳۷۲      | سنگ و شیشه               | بازیگر        | جمشید حیدری                        | شبکه ۲                                                                                          |
| ۱۳۷۰      | وزیرمختار                | بازیگر        | سعید نیک‌پور                        |                                                                                                 |
| ۱۳۶۶–۱۳۶۸ | این شرح بی‌نهایت          | بازیگر        | اسماعیل خلج حمید حمزه              | این سریال، از چندین اپیزود مختلف تشکیل شده بود. کارگردانان تلویزیونی: بیژن صمصامی، شهریار بدیعی |
| ۱۳۶۵      | تله‌تئاتر «دکتر کنوک»     | کارگردان      | ایرج راد                           | نوشته ژول رومن                                                                                  |
| ۱۳۶۴      | تله‌تئاتر «دکتر فاستوس»   | کارگردان      | ایرج راد                           | نوشته کریستوفر مارلو                                                                            |
| ۱۳۶۳–۱۳۶۴ | امیرکبیر                 | بازیگر        | سعید نیک‌پور                        | شبکه ۱                                                                                          |
| ۱۳۵۴      | تله‌تئاتر «گربه سیاه»     | بازیگر        | اسماعیل احمدی                      | برداشتی آزاد از اثر «ادگار آلن پو» «فرزانه تأئیدی» و «محمدعلی کشاورز» هم در آن بازی کرده بودند. |
| ۱۳۵۰      | تله تئاتر «در شاهراه»    | کارگردان      | ایرج راد                           | نوشته آنتون چخوف                                                                                |
| ۱۳۴۷      | تله تئاتر «آریا دا کاپو» | بازیگر        | پرویز خضرایی                       | نوشته «ادنا سنت وینسنت میلی»                                                                    |
| ۱۳۴۶      | تله تئاتر «ایستگاه»      | بازیگر        | سعید سلطان‌پور                      |                                                                                                 |

### اجراهای در صحنه
| نام اثر                         | نویسنده        | کارگردان        | سمت      | تاریخ | محل اجرا                         |
| ------------------------------- | -------------- | --------------- | -------- | ----- | -------------------------------- |
| باران ساز                       | ریچارد ناش     | منوچهر عسگری    | بازیگر   | ۱۳۴۴  | خانه جوانان                      |
| حادثه                           | آرتور میلر     | رحمانی نژاد     | بازیگر   | ۱۳۴۵  | دانشگاه شیراز                    |
| آی با کلاه آی بی کلاه           | گوهر مراد      | علی نصیریان     | بازیگر   | ۱۳۴۷  | اداره تئاتر شهرستان‌های شمال کشور |
| مردی که مرده بود و خود نمی‌دانست | صیاد           | عزت‌الله انتظامی | بازیگر   | ۱۳۴۷  | تالار سنگلج                      |
| سیاه زنگی مرد فرنگی             | کاردان         | عباس مغفوریان   | بازیگر   | ۱۳۴۸  | تالار سنگلچ                      |
| افول                            | اکبر رادی      | علی نصیریان     | بازیگر   | ۱۳۴۹  | تالار سنگلچ                      |
| سیاوش بر باد                    | حسن زندی       | علی نصیریان     | بازیگر   | ۱۳۵۰  | تالار سنگلچ                      |
| بازرس                           | گوگول          | عزت‌الله انتظامی | بازیگر   | ۱۳۵۱  | تالار سنگلچ                      |
| لبخند باشکوه آقای گیل           | اکبر رادی      | رکن الدین خسروی | بازیگر   | ۱۳۵۳  | تالار سنگلچ                      |
| ابراهیم توپچی و آقای بیک        | رادین          | رکن الدین خسروی | بازیگر   | ۱۳۵۴  | تالار سنگلچ                      |
| سربازها                         | آرنولد وسکر    | هرمز هدایت      | بازیگر   | ۱۳۵۸  | تالار وحدت                       |
| مرده‌های بی کفن                  | سارتر          | حمید سمندریان   | بازیگر   | ۱۳۵۸  | تالار وحدت                       |
| جانشین                          | گوهر مراد      | ایرج راد        | کارگردان | ۱۳۵۹  | تالار کوچک رودکی                 |
| تجاوزگران                       | کرم رضایی      | ایرج راد        | کارگردان | ۱۳۶۱  | تالار سنگلچ                      |
| مروارید                         | مهرآوران       | زنجان پور       | بازیگر   | ۱۳۶۱  | تالار سنگلچ                      |
| دکتر فاستوس                     | کریستوفر مارلو | ایرج راد        | بازیگر   | ۱۳۶۲  | تالار چهارسو                     |
| دکتر کنوک                       | ژول رومن       | ایرج راد        | کارگردان | ۱۳۶۵  | تئاتر شهر                        |
| مهاجران                         | مروژک          | ایرج راد        | کارگردان | ۱۳۶۸  | تئاتر چهارسو                     |
| ماهان کوشیار                    | رضا قاسمی      | ایرج راد        | کارگردان | ۱۳۷۲  | تئاتر چهارسو                     |
| آمیز قلمدون                     | اکبر رادی      | هادی مرزبان     | بازیگر   | ۱۳۷۶  | تئاتر چهارسو                     |
| دادگاه نورنبرگ                  | محمد اسکندری   | منیژه محامدی    | بازیگر   | ۱۳۷۷  | تئاتر چهارسو                     |
| شب روی سنگ‌فرش خیس               | اکبر رادی      | هادی مرزبان     | بازیگر   | ۱۳۷۷  | تئاتر شهر                        |
| باغ شب نمای ما                  | اکبر رادی      | هادی مرزبان     | بازیگر   | ۱۳۸۱  | تئاتر شهر                        |
| نوبت دیوانگی                    | پرویز زاهدی    | هادی مرزبان     | بازیگر   | ۱۳۸۳  | تالار وحدت                       |
| قصه تلخ طلا                     | بهروز غریب پور | بهروز غریب پور  | بازیگر   | ۱۳۸۵  | تئاتر چهارسو                     |
| رویاهای رام نشده                | ایوب آقاخانی   | سیاوش طهمورث    | بازیگر   | ۱۳۸۶  | تالار سنگلچ                      |
| رودکی                           | ایوب آقاخانی   | علی پویان       | بازیگر   | ۱۳۸۷  | تالار وحدت                       |
| عیش و نیستی                     | ایوب آقاخانی   | ایرج راد        | کارگردان | ۱۳۹۱  | تئاتر چهارسو                     |
| پلکان                           | ایوب آقاخانی   | هادی مرزبان     | بازیگر   | ۱۳۹۱  | تئاتر شهر                        |
| راپورتهای شبانه دکتر مصدق       | اصغر خلیلی     | اصغر خلیلی      | بازیگر   | ۱۳۹5  | تالار وحدت                       |

### اجراهای خارج از کشور
| نام اثر                  | نویسنده    | کارگردان    | سمت               | تاریخ | محل اجرا   |
| ------------------------ | ---------- | ----------- | ----------------- | ----- | ---------- |
| سری کارهایی از پانتومیم  | --         | جفری بارکلی | بازیگر            | ۱۹۷۷  | تئاتر شرمن |
| پله بین‌های در تدارک قیام | گونتر گراس | دکتر درمولا | بازیگر            | ۱۹۷۷  | تئاتر شرمن |
| دیو پری                  | علی منعمی  | ایرج راد    | بازیگر و کارگردان | ۱۹۷۷  | تئاتر شرمن |
| سوگ سیاوش                | صادق هاتفی | صادق هاتفی  | بازیگر            | ۱۹۹۹  | --         |

### تئاتر تلویزیونی
| نام اثر     | نویسنده        | کارگردان        | تاریخ | سمت      |
| ----------- | -------------- | --------------- | ----- | -------- |
| ایستگاه     | سلطانپور       | سلطانپور        | ۱۳۴۶  | بازیگر   |
| آریا داکاپو | وینسنت میلی    | خضرایی          | ۱۳۴۷  | بازیگر   |
| گربه سیاه   | آلن پو         | --              | ۱۳۴۸  | بازیگر   |
| در شاهراه   | آنتون چخوف     | ایرج راد        | ۱۳۵۰  | کارگردان |
| دکتر فاستوس | کریستوفر مارلو | ایرج راد        | ۱۳۶۴  | کارگردان |
| نشان        | آنتون چخوف     | ایرج راد        | ۱۳۷۶  | کارگردان |
| کشتی نوح    | --             | نورالدین استوار | ۱۳۷۸  | کارگردان |
| درپوست شیر  | شون اوکیستی    | مازیار لرستانی  | ۱۳۷۹  | بازیگر   |

## ترجمه
- ترجمه ۱۲ نمایشنامه از زبان ارمنی به فارسی[۵]